# Cột cờ Jeddah
Cột cờ Jeddah là một cột cờ đặt tại quảng trường Vua Abdullah ở Jeddah, Ả Rập Xê Út. Cao 171 mét (561 ft), nó hiện đang là cột cờ cao nhất thế giới kể từ khi được dựng lên từ năm 2014.
Cột cờ hình trụ được xây dựng bằng 500 tấn thép vào tháng 9 năm 2014 bởi Abdul Latif Jameel Community Initiative và Al-Babtain Power & Telecom. Các phần cột cờ đã được nâng lên bởi một cần cẩu bánh xích Liebherr LR 1750 với một cần cẩu dài 182 mét được vận hành bởi Công ty Vận tải Vịnh và Công ty Nâng hạng nặng.
Cột cờ đã phá vỡ kỷ lục chiều cao trước đó do Cột cờ Dushanbe nắm giữ ở Tajikistan, cao 165 mét (541 ft). Những cột cờ nắm giữ kỷ lục trước đó bao gồm cột cờ Quốc gia cao 162 mét (531 ft) ở Azerbaijan, cột cờ Bàn Môn Điếm cao 160 mét (520 ft) tại Kijŏng-dong ở Bắc Triều Tiên và cột cờ Ashgabat cao 133 mét (436 ft) ở Turkmenistan.
Một lá cờ Ả Rập Xê Út rộng 49,5 mét (162 ft), dài 33 mét (108 ft) và nặng 570 kilôgam (1.260 lb) Nó được nâng lên lần đầu tiên vào ngày 23 tháng 9 năm 2014, ngày Quốc khánh của Ả Rập Xê Út.
Cột cờ Jeddah nằm ở trung tâm của Quảng trường Vua Abdullah, được bao quanh bởi 13 ngọn đèn tượng trưng cho 13 tỉnh của Ả Rập Xê Út. Công viên rộng 26.000 mét vuông, còn được gọi là "Giám hộ của Quảng trường hai thánh đường", nằm bên cạnh khu North Corniche của Jeddah. Một phần ba phủ đầy cây, nó đại diện cho hai thanh kiếm và cây cọ, quốc huy của Ả Rập Xê Út.